# スウェーデン学派 (文化人類学・民俗学)
スウェーデン学派は、20世紀の20年代からスウェーデンのルンド大学、次いでストックホルム大学などで文化人類学・民俗学の刷新をになった研究者グループを指す。20世紀のはじめの数十年間は、スウェーデンでも文化人類学や民俗学の分野ではイギリスのジェームズ・フレイザーの主著『金枝篇』などが圧倒的な影響をあたえており、特にルンド大学のペトル・ニルソンが代表的な存在で、ヨーロッパ各国でも名声を得ていた。これに対して永く講師の後、教授となったカール・ヴィルヘルム・フォン・シイドォウが方法論の面から異論を唱え、農村の民俗行事などがキリスト教以前の神話やアーリア人の信仰に由来すると見るネオロマン派の固定観念を、時代思潮を背景にした虚構であると指摘した。その批判は、フレイザーの原型にあたるドイツのヴィルヘルム・マンハルトに遡って行われたため、マンハルディアン批判とも呼ばれる。シイドォウの後、オーケ・カムベル、シーグルド・エリクソン、シーグルド・スヴェンソンなどが理論と実証研究を発展させ、さらにアルベルト・エスケレードが民俗行事の意味機能の遡及有意性について空間・時間・社会の規準を提示し、実証的に活用した（1947年）ことによって方法論としても確立された。

（付記）Sydow の発音は英仏独などでも一定していない。ちなみにカール・ヴィルヘルム・フォン・シイドォウの息子でハリウッドの俳優は日本ではマックス・フォン・シドーと表記されている。